# Sognolles-en-Montois
Sognolles-en-Montois is een gemeente in het Franse departement Seine-et-Marne (regio Île-de-France) en telt 345 inwoners (1999). De plaats maakt deel uit van het arrondissement Provins.

## Geografie
De oppervlakte van Sognolles-en-Montois bedraagt 10,1 km², de bevolkingsdichtheid is 34,2 inwoners per km².
De onderstaande kaart toont de ligging van Sognolles-en-Montois met de belangrijkste infrastructuur en aangrenzende gemeenten.

## Demografie
Onderstaande figuur toont het verloop van het inwonertal (bron: INSEE-tellingen).